# 馬來西亞飲食

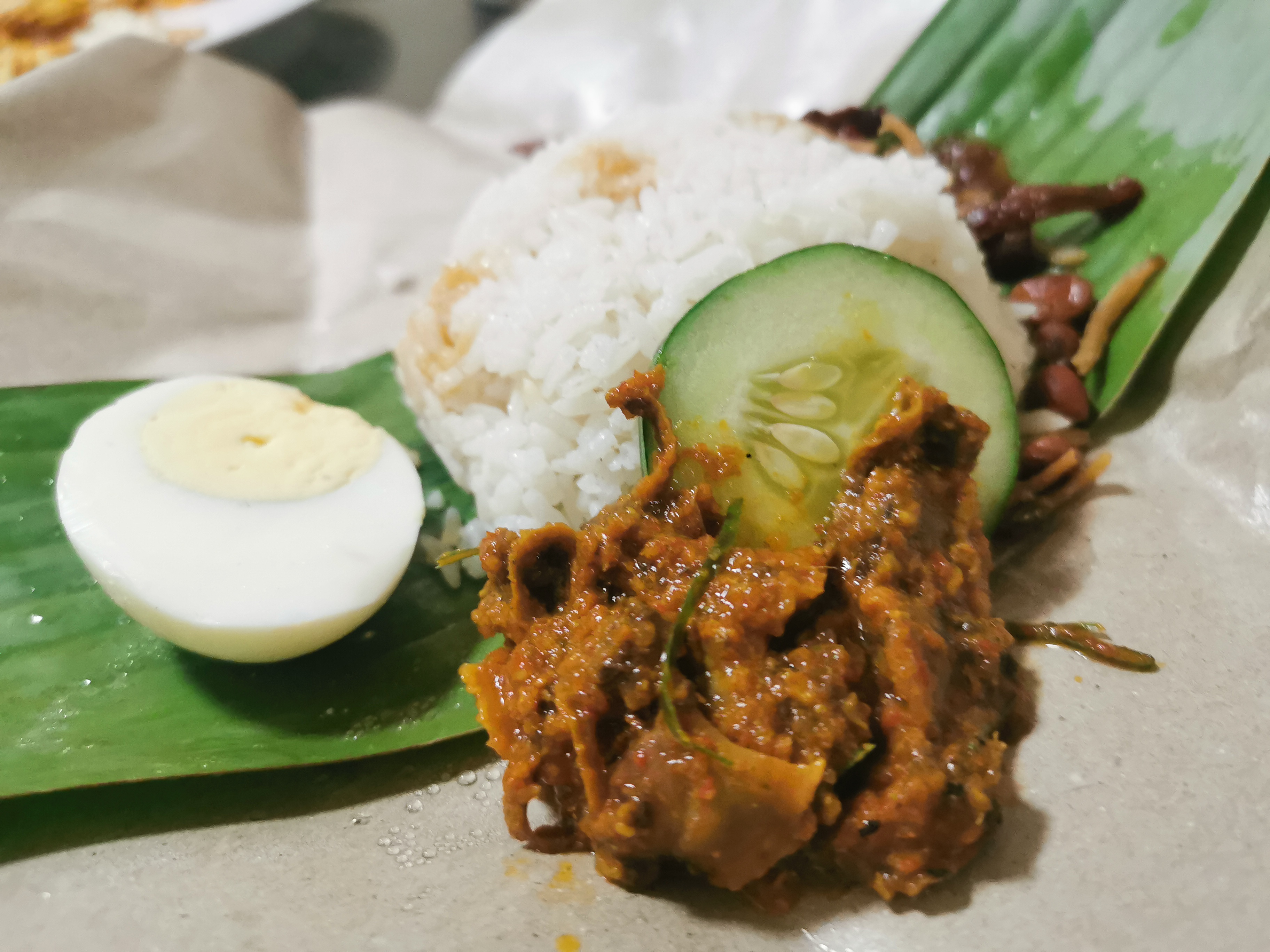
用香蕉葉包裹的馬來西亞椰浆饭

馬來西亞料理、馬來西亞菜或馬來西亞美食（馬來語：Masakan Malaysia），是馬來西亞的鄉土料理，以其風味獨特而且多元化聞名於世。主要從馬來系各原住民部落、中國系移民、印度系移民、印尼系移民等族群各異的獨自料理演變而來，受到其他民族的食材與調理方法影響很多，是反映出馬來西亞多元種族文化的要素，在相互交流的過程中，逐漸演變成受著各地菜式影響的各種馬來菜式。
馬來西亞料理是以米或麵條作主食，通常以不同風味烹調的肉或魚作主菜，再配上蒸熟的蔬菜伴碟。而主菜食物多會蘸上醬料食用。總體來看馬來西亞人喜歡吃辣的食物，其辣味主要是辣椒中的香辣，辣度相比泰國的更辣。
虽然马来西亚是一个穆斯林占60%人口的穆斯林居多国家，但政府允许猪肉、螃蟹和酒精类饮料等非清真食品在各大超级市场或菜市场等售卖。

## 概要
華人佔馬來西亞人口的25%，當地華人料理和原有馬來人的料理相融合，演化为匯聚了二者精髓的娘惹菜，成為馬来西亞料理的主要形式，而后又與其他烹飪形式相互影響。
印度人和印尼人将一部份香辛料，如辣椒、檸檬草、薑、咖喱葉和孜然等引入馬來西亞，受其烹飪方法的影響，部份馬來料理衍生成以蒸、煮和炒為主的濃味菜式。
馬來亞北部菜系和泰國菜味道比較接近，酸辣為主，多用名為Assam的香料。馬來亞南部菜系類似新加坡口味，偏甜偏重。東馬沙巴菜則是清淡濃味兼有的馬來華人菜式，同時糅合進椰香味重的娘惹菜特色。

## 食材

### 主食

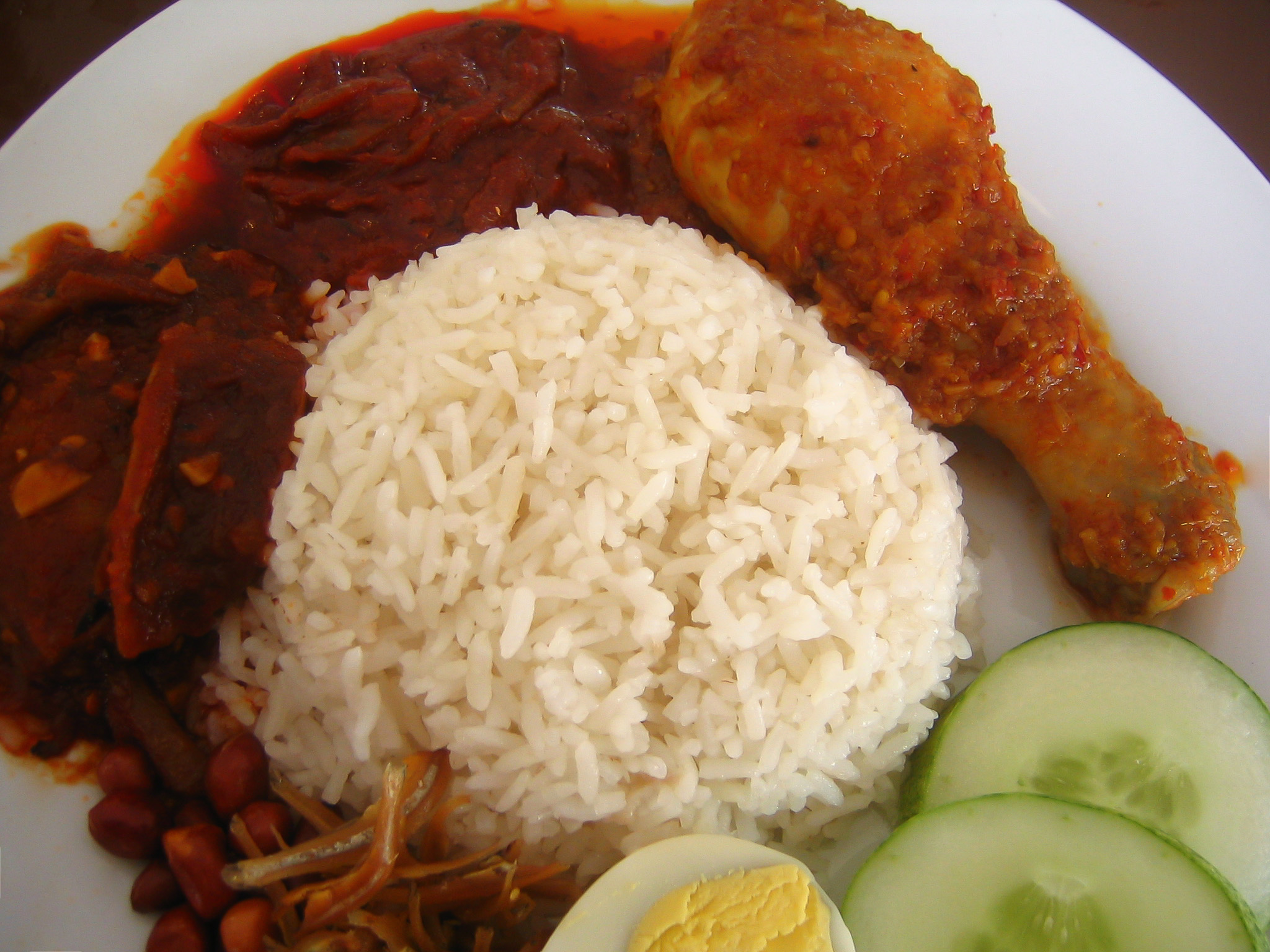
椰漿飯

馬來西亞人以米飯、米粉及麵條為主食。馬來人使用的米飯多數以椰奶蒸熟，俗稱『椰漿飯』；印度人則偏向食用印度香飯；華人則偏向糙米或以雞油和浸雞水烹煮的米飯(通常是指雞飯)。
麵條則有米粉、粗面、河粉等為主。

### 肉類

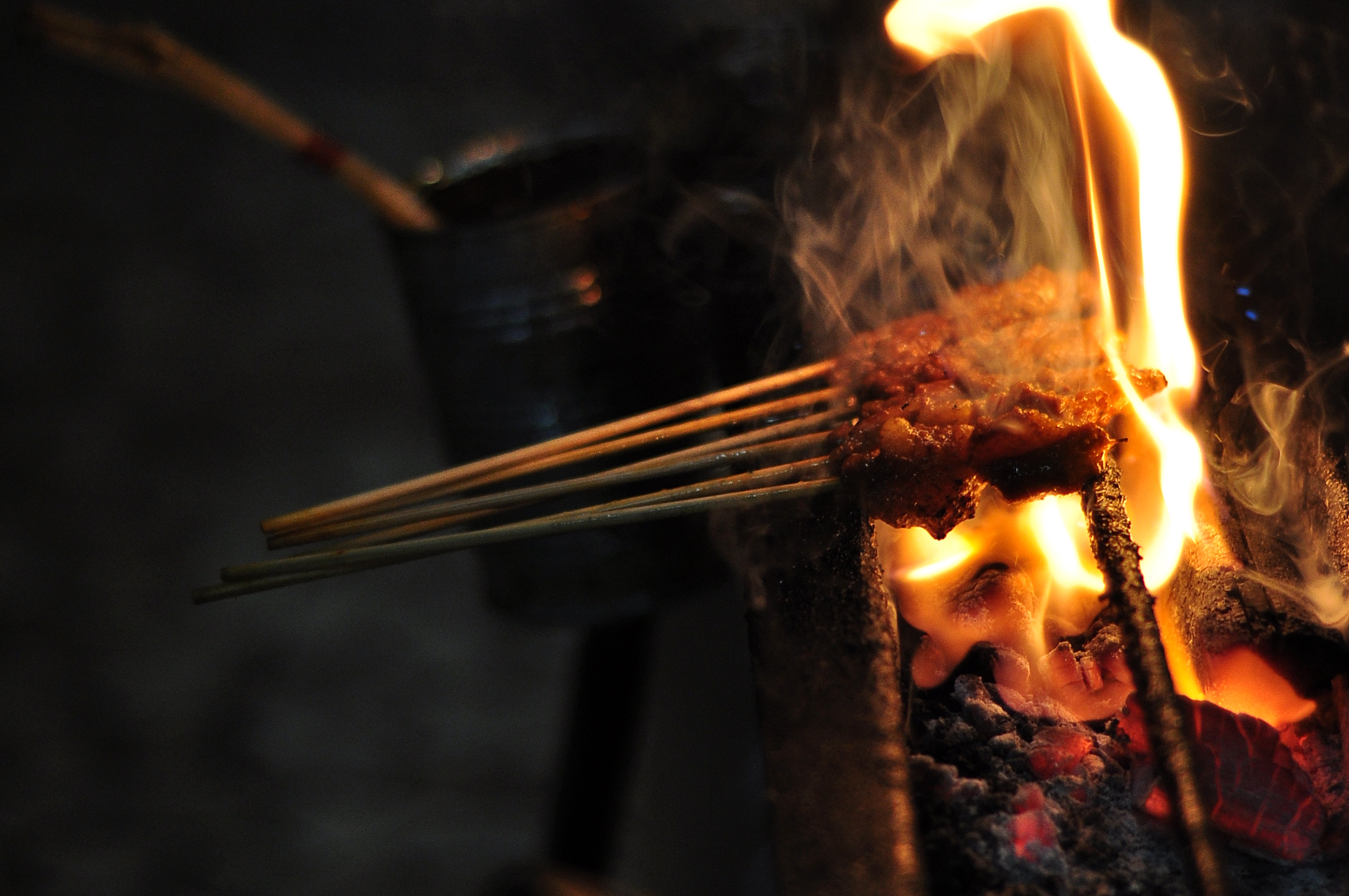
沙嗲

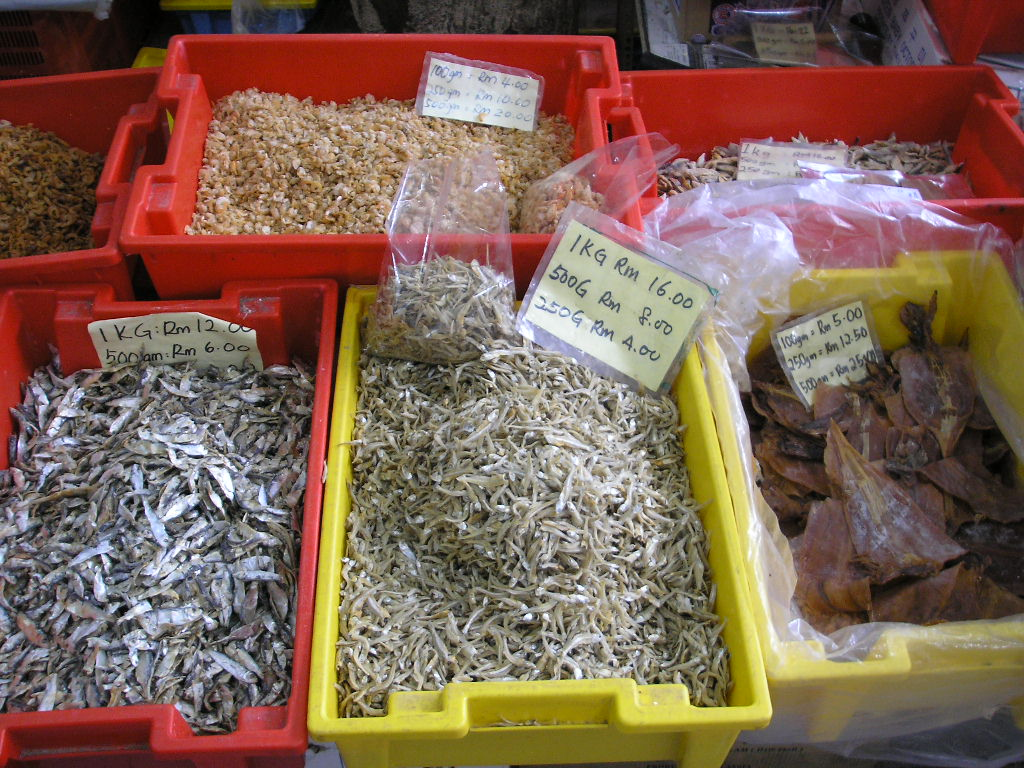
邦咯島的漁獲

肉類通常以雞、牛、羊、魚、蝦及其他海鮮類為主。馬來人因信奉伊斯蘭教而無法使用豬肉及豬製品；多數印度人及部分華人也是因為宗教問題（前者為信奉興都教；後者通常信奉佛教和中國民間信仰）而無法進食牛肉及牛製品，但牛奶製品不受限。

### 野菜
馬來西亞人使用各種各樣的野菜，通常最普遍見到的野菜為蕹菜(空心菜)及小白菜。

### 咖啡
马来西亚最著名的咖啡是怡保旧街场白咖啡，深受各界的喜爱。
- 白咖啡 （英文：White Coffee / Ipoh White Coffee）白咖啡源自怡保旧街场。
- 虎咬狮 （福建话、英文、马来文：Hor Ka Sai）是咖啡加美禄的咖啡。

### 水果
由於馬來西亞位於熱帶地區，因此盛產香甜的水果，而且本地水果通常都有不同的盛產季節，價格也因為季節關係有所變動。水果季節一旦結束就必須等到下一年的季節到來，價格也會提高許多
- 香蕉（马来文：pisang）
- 榴槤（马来文：durian） - 又被稱為「水果之王」。
- 番木瓜（马来文：betik）
- 西瓜（马来文：tembikai） - 外綠內紅或黃色，果肉鮮甜多汁，在炎熱的天氣成為了最佳的水果良伴
- 紅毛丹（马来文：rambutan） - 因外表有許多毛而擁有了Rambutan此名(Rambut是指毛)
- 山竹（马来文：manggis） - 又被稱為「水果皇后」。
- 荔枝（马来文：laici）
- 芒果（马来文：manga）
- 龍眼 （马来文：longan）
- 楊桃（马来文：belimbing besi）
- 蛇皮果（马来文：salak）
- 哈密瓜 （马来文：glamour）嫵媚為最普遍的品種
- 火龍果 （马来文：buah naga）
- 番石榴 （马来文：jambu）
- 菠蘿蜜 （马来文：nangka）
- 蘆菇冷殺 （马来文：duku langsat）
- 蓮霧 （马来文：jambu air）
- 鳳梨 （马来文：nanas）
- 楊桃 （马来文：belimbing）
- 椰子 （马来文：kelapa）
- 蘋果（砂撈越）（马来文：epal bakelalan）

## 料理種類

### 馬來料理
- 亞雜 Acar
- 西米糕 Ambuyat
- 亞參叻沙 Asam Laksa
- 亞参魚 Asam Pedas

．馬來烤雞 Ayam Bakar
．馬來炸雞 Ayam Goreng
．馬來燒雞 Ayam Panggang
．馬來烤魚 Ikan Bakar
．馬來魚餅 Kerepok
- 馬來粽 Ketupat
- 叻沙 Laksa
- 竹筒饭 Lemang
- 馬來炒麵 Mee Goreng
- 爪哇麵 Mee Rebus
- 搭冈饭 Nasi Dagang
- 馬來炒飯 Nasi Goreng
- 椰漿飯 Nasi Lemak
- 羅惹 Rojak
- 沙嗲 Satay
- 仁當 Rendang
- 烏蘭 Ulam
- 白咖啡 White Coffee

### 娘惹料理
由於峇峇娘惹為華人與當地土著混血，因此在娘惹料理會受到馬來文化影響，多半都是以甜及辣為主
- 叻沙 Laksa
- 米暹 Mee Siam
- 娘惹粽 Nyonya Bak Chang
- 娘惹淋麵 Nyonya Lam Mee
- 烏打 Otak-otak

### 華人料理
- 安邦釀豆腐 Ampang Yong Tau Foo
- 芽菜雞 Bean Sprouts Chicken
- 炒粿條 Char Kuey Teow
- 豬腸粉 Chee Cheong Fun
- 雞絲河粉 Chicken Hor Fun
- 雞飯粒 Chicken Rice Ball
- 瓦煲雞飯 Claypot Chicken rice
- 咖哩麵／咖哩叻沙 Curry Mee/Curry Laksa
- 魚頭米粉 Fish Head Noodle
- 炒菜頭粿 Fried Carrot Cake
- 海南雞飯 Hainanese Chicken Rice
- 客家麵 Hakka Mee
- 客家釀豆腐 Hakka Yong Tau Foo
- 福建蝦麵 Hokkien Mee
- 福建炒麵 Hokkien Fried Mee
- 咖椰吐司 Kaya Toast
- 粿汁 Kwe Cap
- 淋麵 Lam Mee
- 糯米鸡 Lo Mai Gai
- 淥淥 Lok Lok
- 滷麵 Lor Mee
- 五香滷肉 Ngo Hiang Loh Bak
- 蠔煎 Oyster Omelette
- 三間庄豬肉丸粉 Pork Ball Noodle
- 豬肉粉 Pork Noodle
- 七彩魚生 Yusheng
- 雲吞麵 Wonton Mee
- 沙嗲朱律 Satay Celup
- 板麵 Pan Mee
- 薄餅 Pohpiah
- 星洲炒米粉 Singapore-style Bee Hoon
- 白咖啡 White Coffee
- 虎咬狮 Hor Ka Sai

### 印度料理
- 蕉叶饭 Banana Leaf Rice
- 印度麥餅 Chapati
- 咖哩魚頭 Fish Head Curry
- 蒸米漿糕 Idli
- 美極炒麵 Meggi Goreng
- 印度餡料煎餅 Murtabak
- 印度香飯 Nasi Biryani
- 扁擔飯 Nasi Kandar
- 印度蒸米粉 Putu Mayam
- 印度煎餅 Roti Canai
- 多賽 Tosei
- 瓦達 (食品) Vada

## 醬料
常用的馬來西亞菜醬汁大致有以下5種：
- 亞參醬：以酸子皮、南薑、香茅、馬來辣椒等15種香料配成。多用來做肉類菜式。
- 娘惹醬：薑花、檸檬等20種香料配成，多用來做海鮮菜。
- 叁巴醬（马来文：Sambal）：蝦米、薑花、新鮮辣椒、鳳尾魚和酸豆等調配成，香口帶鮮，多用來做貝殼類和魚類菜式。
- 馬拉盞：蝦米用鐵鑊收小火炒足兩小時，去到幹身出香味再加入其他香料配成，多用來做主食的調味。
- 薄荷醬：薄荷葉、酸子皮水、薑花等配成，搭配海鮮、豆腐類菜式較多。
- 中华酱：干贝，蛤蜊，姜，酱油和五香粉等配成，主要用来爆炒各种各样的蔬菜如竹笋，番薯叶和空心菜等等。上海名厨LCC将此酱料发扬光大

## 糕點
- 娘惹糕 Nyonya Kuih
- 紅龜粿 Ang Kuh Kuih
- 哆哆 Dodol
- 淡汶餅 Tambun Biscuit

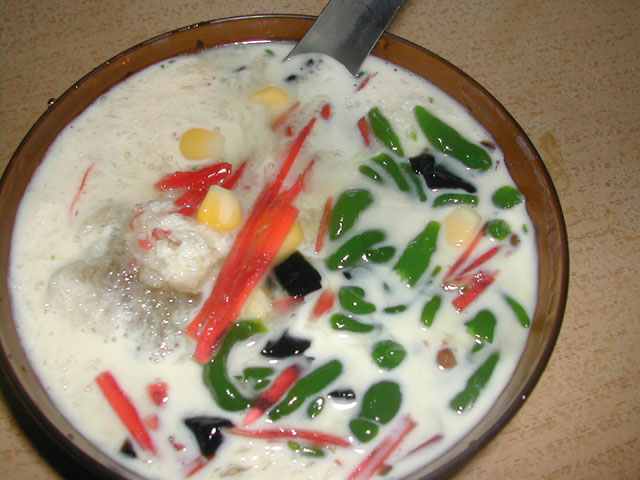
煎蕊

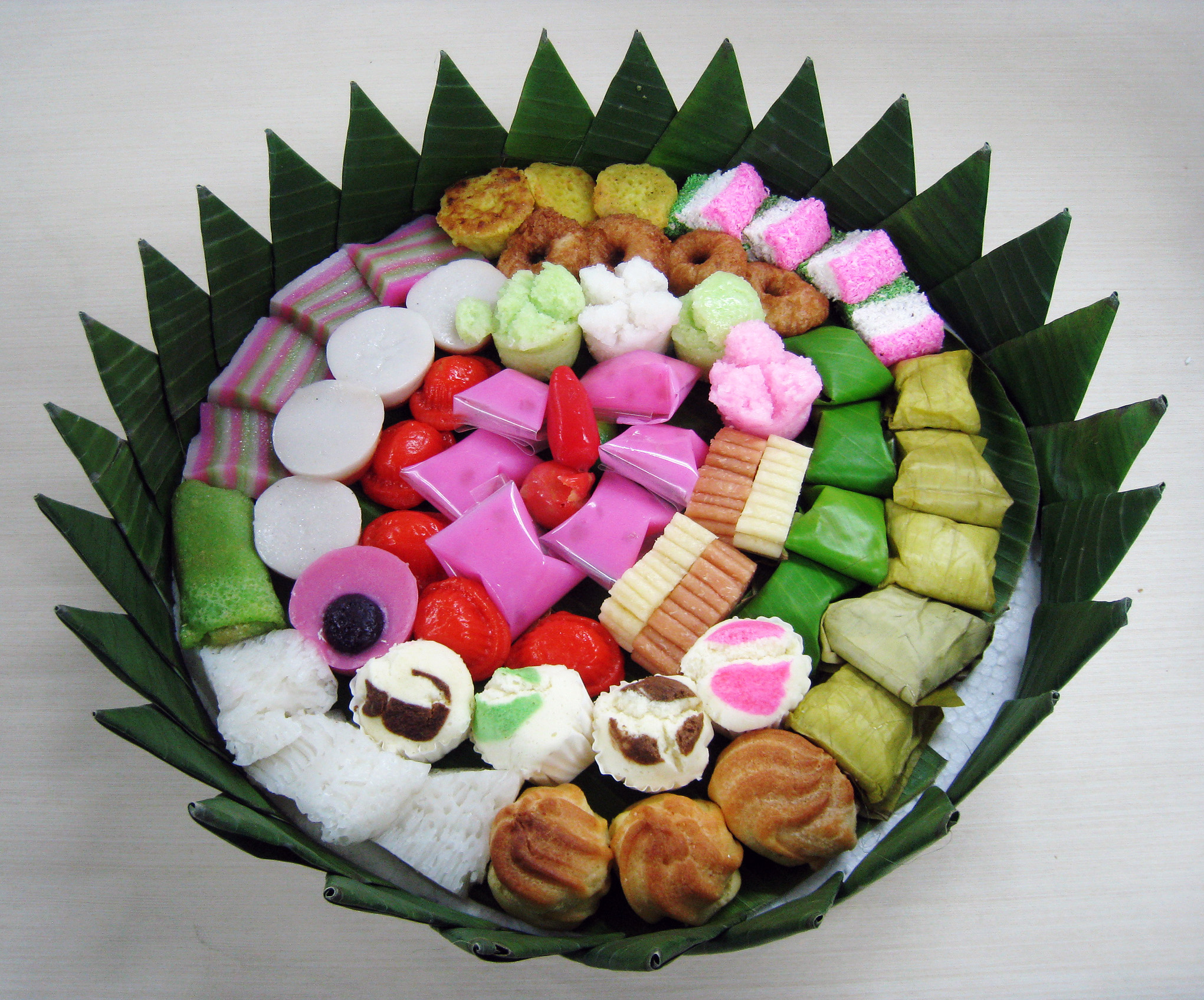
娘惹糕

- 芙蓉燒包 Seremban Siew Pau
- 咖椰角 Kaya Puff
- 咖喱角 Karipap
- 曼煎粿 Apam Balik
- 馬來雞蛋糕 Kuih Bahulu
- 烤木薯糕 Bingka Ubi
- 水粿 Chwee Kueh
- 香餅 Heong Peng
- 貢糖 Kacang Tumbuk
- 蜂窩餅 Kuih Loyang
- 蛋扁 Kuih Kapit
- 椰絲球 Onde-Onde
- 金杯 Pie Tee
- 炸香蕉 Pisang Goreng
- 雙色糯米糕 Seri Muka
- 黃梨餅 Pineapple Cake
- 阿榜糕 Apom
- 達蘭糕 Kuih Talam
- 面龟 Mee Guu
- 福州光饼 Gong Biang
- 千層糕 Kuih Lapis